# Firmiana malayana
Firmiana malayana är en malvaväxtart som beskrevs av André Joseph Guillaume Henri Kostermans. Firmiana malayana ingår i släktet Firmiana och familjen malvaväxter. Inga underarter finns listade i Catalogue of Life.

## Bildgalleri

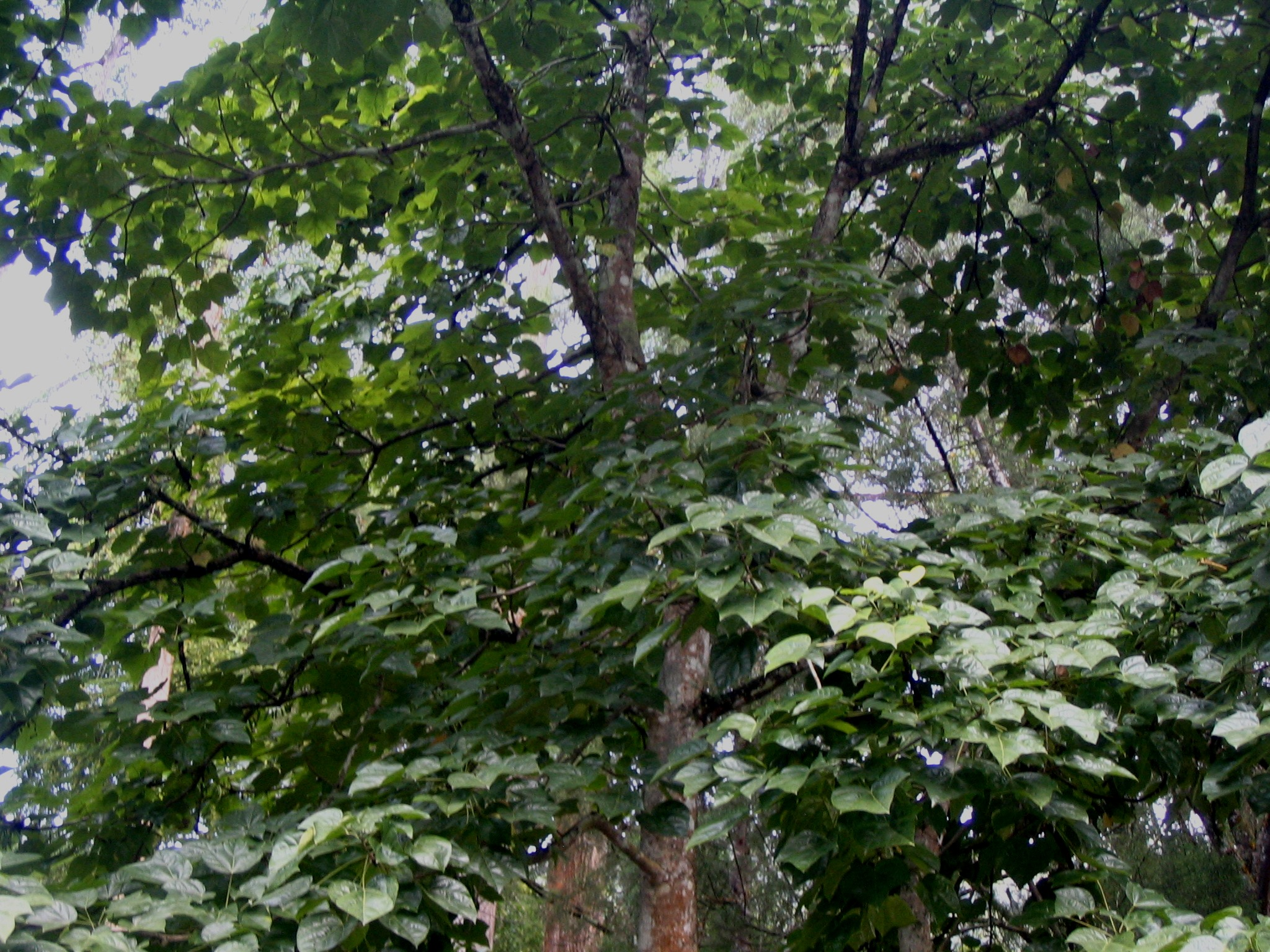
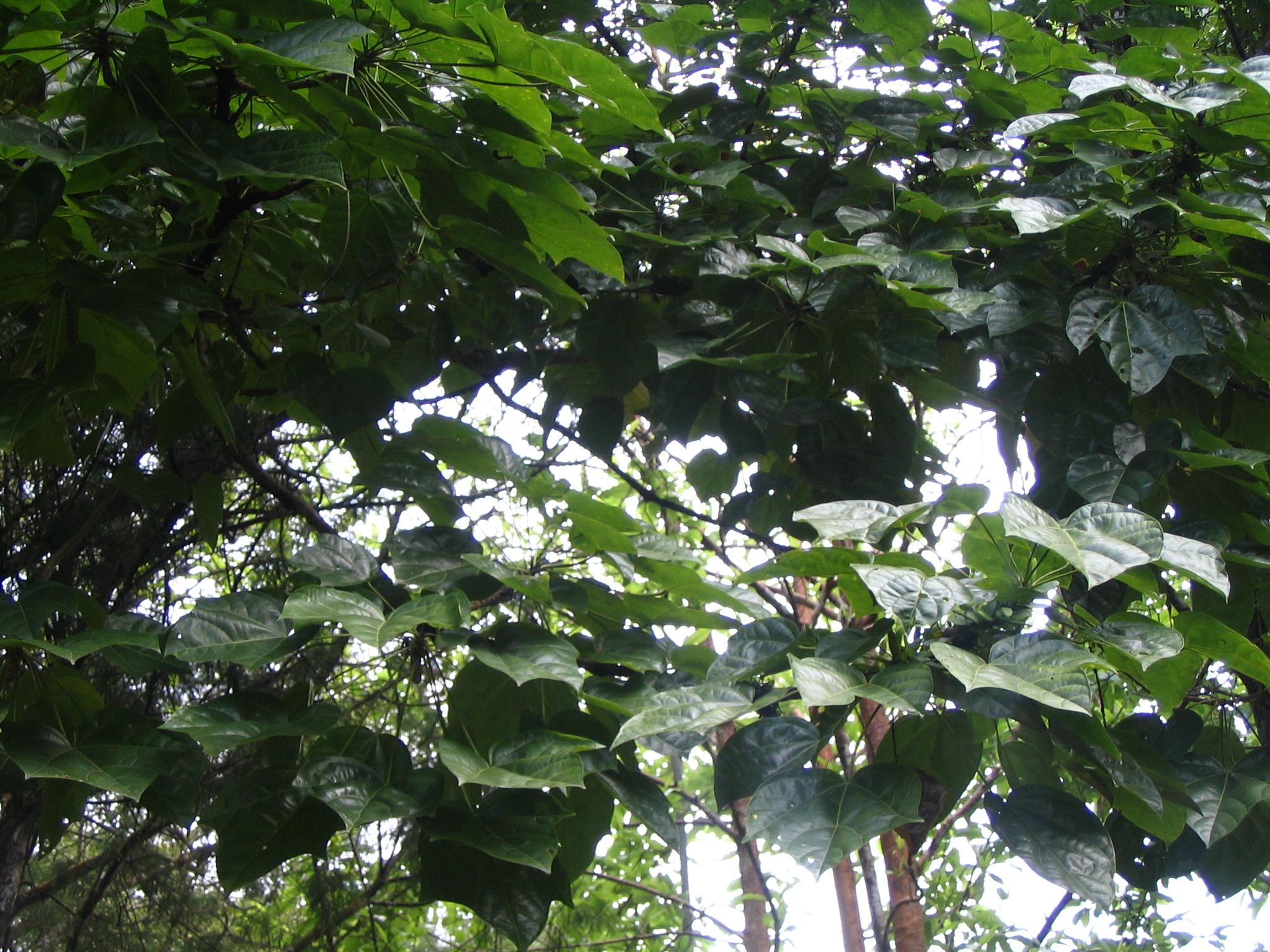